# Richard A. Knaak
Richard Alen Knaak (* 28. května 1961, Chicago, USA) je americký autor fantasy. Publikuje od roku 1987 a jeho práce byly přeloženy do němčiny, italštiny, francouzštiny,
dánštiny, japonštiny, španělštiny,polštiny, finštiny, maďarštiny, ruštiny, češtiny a mnoha dalších jazyků. Poprvé se začal zajímat o žánr fantasy po přečtení knih Rogera Zelazného a série Tajemný Amber.

### Dragonlance
- Legend of Huma (v češtině Legenda o Humovi)
- Kaz the Minotaur (v češtině Minotaur Kaz)
- Land of the Minotaurs (v češtině Země Minotaurů)
- Reavers of the Blood Sea
- The Citadel (v češtině Citadela)

#### Dragonlance: Minotaur Wars
- Night of Blood
- Tides of Blood
- Empire of Blood

### Dragonrealm
- Základní série (1.)[1]
  - Ohnivý drak, 2004 (Firedrake, 1989)
  - Ledový drak, 2005 (Icedragon, 1989)
  - Vlčí přilba, 2006 (Wolfhelm, 1990)
  - Stínový hřebec, 2006 (Shadow Steed, 1990)
- Zrození (Origins)[2]
  - Zahalená říše, 2007 (Shrouded realm, 1991)
  - Děti draka, 2007 (Children of the Drake, 1991)
  - Dračí kodex, 2007 (Dragon Tome, 1992)
- Základní série (2.)
  - Křišťálový drak, 2008 (The Crystal Dragon, 1993)
  - Dračí Koruna, 2009 (The Dragon Crown, 1994)
  - Král Koní, 2009 (The Horse King, 1997)
  - Shade, 2014 (Shade, 2012)
- Doplňkové knihy (základní série)
  - Dračí stíny, 2009 (The PDF Series, Past Dance, Dragon Master, Skins, A Wolf in the Fold, Storm Lord, The Still Lands, 2002 - 2004)
  - *není přeložena (The PDF Series, A Game of Ghosts, 2012)
- Legendy (The Turning War)
  - Páni draků, 2014 (Dragon Masters, 2013)
  - Mág Gryf, 2015 (The Gryphon Mage, 2014)
  - Rohaté ostří, 2016 (The Horned Blade, 2015)

### Warcraft
- Day of the Dragon (v češtině Den draka)

#### Warcraft: War of the Ancients (Válka prastarých)
- Well of Eternity (v češtině Studna věčnosti)
- Demon Soul (v češtině Duše démona)
- Sundering (v češtině Rozdělení)

#### Warcraft: Sunwell Trilogy (Sluneční studna)
- Dragon Hunt (ve slovenštině Hon na draka, v češtině Dračí lov)
- Shadows of Ice (v češtině Stíny ledu)
- Ghostlands (v češtině  Země Přízraků)

#### World of WarCraft
- Night of the Dragon (v češtině Noc draka)
- Stormrage (v češtině Stormrage)
- Wolfheart

### Diablo
- Legacy of Blood (v češtině Dědictví krve)
- Kingdom of Shadow (v češtině Království stínu)
- Moon of the Spider (v češtině Pavoučí měsíc)

#### Diablo: Sin War (Válka hříchu)
- Birthright (v češtině Dědičné právo)
- Scales of the Serpent (v češtině Hadí šupiny)
- Veiled Prophet (v češtině Skrytý prorok)